# يارحسين (مقاطعة دورة)
يارحسين (بالفارسية: یارحسین) هي قرية تقع في قسم تشكن الريفي (مقاطعة دورة) في إيران. يقدر عدد سكانها بـ 56 نسمة بحسب إحصاء 2016.